# Miles Copeland III
Miles Copeland III (* 2. Mai 1944 in London, England, eigentlich: Miles Axe Copeland) ist ein US-amerikanischer Musikmanager und -Produzent. Bekannt wurde er als Gründer des Musiklabels I.R.S. Records und Manager der Band The Police. Copeland ist auch als Filmproduzent tätig.

## Biografie
Copeland wurde in London als Sohn des ehemaligen Glenn-Miller-Trompeters Miles Copeland junior aus Birmingham, Alabama, und der schottischen Archäologin Lorraine Copeland Adie geboren. Miles ist das älteste von vier Geschwistern: Sein jüngerer Bruder Ian Copeland – ein Musikagent, Autor von „Wild Thing“ und ’Wegbereiter’ des New Wave in den USA – ist 2006 verstorben. Sein acht Jahre jüngerer Bruder Stewart Copeland ist der Gründer und Schlagzeuger von „The Police“, und Lorraine (Lennie) Copeland ist als Schriftstellerin/Filmproduzentin tätig.
Als er am 2. Mai 1944 (obwohl der Pass 2. April 1944 nennt) in London geboren wurde, stand die britische Hauptstadt unter dem Bombardement der nationalsozialistischen Vergeltungswaffen. Sein Vater war als Angehöriger des Office of Strategic Services in London stationiert, nach dem Krieg zog die Familie nach Washington, D.C.
Vater Copeland war als CIA-Agent aktiv am Sturz der damaligen syrischen Regierung beteiligt – Mutter Copeland war ebenfalls im militärischen Nachrichtendienst, dem Special Operations Executive, während des Zweiten Weltkriegs in tragender Rolle aktiv.
1948 zogen die Copelands nach Damaskus (Syrien), 1953 nach Kairo und Ende der 1950er Jahre nach Beirut. Hier verbrachten die Copeland-Geschwister ihre Jugend, lernten die Arabische Sprache und Kultur kennen. Vermutlich besuchte Miles, wie auch Stewart, zumindest vorübergehend das Cairo American College, bevor er 1962 am Birmingham-Southern College sein Studium begann und mit dem Bachelor of Arts (B.A.) Grad 1966 graduierte. Seine Ausbildung setzte er an der American University of Beirut fort, mit einem Master of Arts in Ökonomie im Jahr 1969.
Adriana Corajoria, eine Künstlerin und Model aus Argentinien, ist seit 1989 mit Copeland verheiratet, und sie haben drei gemeinsame Kinder: Miles Axe IV, Aeson Armstrong und Axton Emerson.

## Beruflicher Werdegang

### Musikmanagement und Punk-Bewegung
Als Familie Copeland um 1969 aus dem Nahen Osten nach England zurückkehrte, organisierte Miles sein erstes Konzert, lernte schnell Musiker kennen und war u. a. bei der Formierung von Wishbone Ash beteiligt, wurde ihr Manager und hatte innert kürzester Zeit Climax Blues Band, Renaissance, Al Stewart, Joan Armatrading, Curved Air (mit seinem Bruder Stewart war er kurzzeitig Bandmitglied) und Caravan unter Vertrag. Miles organisierte zu dieser Zeit mehrere Tourneen durch die USA und sammelte hierbei wichtige Erfahrungen, die auch seinem späteren ‚Top-Act‘ „The Police“ zugutekamen.
„BTM Records“ wurde sein erstes eigenes Plattenlabel, er war in einer Konzertagentur Teilhaber, in der sein aus dem Vietnam-Krieg zurückkehrender Bruder Ian seine erste Arbeit fand, und gründete ein Musik-Fachmagazin – „College Event“. In diesem Medium promotete er wiederum die von ihm betreuten Musikgruppen, vereinfachte aber auch die Tourverwaltung im Allgemeinen wesentlich. Quasi als ‚Nebeneffekt‘ entstand eine seinerzeit profilierte Musik-Rechtsberatung mit Allen Grubman.
1975 folgte mit „Startrucking 75“ ein Musikfestival, mit von ihm betreuten Musikern sowie Tina Turner, Lou Reed und John McLaughlins Mahavishnu Orchestra. Als Konzept zwar ein Erfolg, finanziell ein Desaster, musste er die von ihm aufgebauten Firmen auflösen und neu beginnen.
So wurde Miles Copeland, eigentlich ‚umständehalber‘, zu einem der wichtigsten Promoter der in England zu dieser Zeit expandierenden Punk- und insbesondere New Wave Bewegung: 1977, mit der Gründung des unabhängigen Musiklabels Illegal Records, nahm er heute so bekannte Namen wie The Sex Pistols, The Clash, „Johnny Thunders and the Heartbreakers“, Cherry Vanilla, Generation X (mit Billy Idol), Blondie, John Cale, Lou Reed, Patti Smith und andere mehr unter Vertrag, und brachte „Sniffing Glue“, das Musikmagazin der Punkbewegung heraus.
Zu dieser Zeit war er Manager von Squeeze, produzierte John Cale, Wayne County & The Electric Chairs, Chelsea, The Cortinas, Sham 69, The Cramps, The Fall und Alternative TV, als sein „kleiner Bruder“ Stewart mit seiner neuen Band im Januar 1977 an ihn herantrat.

### The Police
Hauptartikel: The Police
Steward Copeland suchte nach einem Konzept für eine neue Band, als in England die Punk-Welle begann. Er begegnete in einem Jazzclub in Newcastle Gordon Sumner alias Sting. Sie gründeten im Januar 1977 gemeinsam mit dem korsischen Gitarristen Henry Padovani „The Police“ und landeten noch im selben Jahr mit der Single „Fall Out / Nothing Achieving“ ihren ersten Erfolg. Im Juni 1977 schloss sich Andy Summers, ein erfahrener und vielseitiger Musiker „The Police“ an – im Juli 1977 tourten sie kurzzeitig als Quartett – und Andy Summers ersetzte ab August Henry Padovani als Gitarrist, womit die Besetzung von „The Police“ für die kommenden Erfolgsjahre bis 1986 unverändert blieb.
Miles gab seinem jüngeren Bruder ein Darlehen, für die Produktion der ersten „The Police“ Single, finanzierte die nachfolgende USA-Tournee und verhalf dem Trio zu seinem ersten Plattenvertrag mit „A&M Records“.
Mit dem durchschlagenden Erfolg des zweiten Studioalbums – „Reggatta de Blanc“ (Oktober 1979) – organisierte Miles Copeland eine für diese Zeit ungewöhnliche Tournee, durch von „Top Acts“ selten besuchte Länder, wie Thailand, Indien, Mexiko, Griechenland und Ägypten, was zur weltweiten Popularität der Band wesentlich beigetragen hat.
1981 trat The Police – mit XTC, UB40, Wall of Voodoo, The Go-Go's, The Fleshtones, Joan Jett and the Blackhearts, Devo, Oingo Boingo, Gary Numan, Klaus Nomi – in Urgh! A Music War auf, einer von Miles Copeland III produzierten Musik-Dokumentation über Punk-, New-Wave- und Reggae-Bands aus Europa und den USA.
Unter Miles Copeland III Management entstanden die „The Police“ Alben und weitere Kompilationen nach der (für 21 Jahre 'vorübergehenden') Auflösung 'seiner' Erfolgsband: „Fall Out / Nothing Achieving“ (Mai 1977), Outlandos d'Amour (November 1978), Reggatta De Blanc (Oktober 1979), Zenyatta Mondatta (Oktober 1980), Ghost in the Machine (Oktober 1981), „Synchronicity“ (Juni 1983) und das ’Abschlussalbum’ Every Breath You Take - The Singles (Oktober 1986).

### Gründung von I.R.S. Records
Zwischen 1984 und 1994 war Henry Padovani an Miles Copelands Seite Vize-Präsident von I.R.S. Records in Paris. Um die vom Label betreuten Künstler zusätzlich zu unterstützen, sponserte das Label von 1983 bis 1987 die wöchentliche MTV Show „The Cutting Edge“.
Zu den Künstlern zählten u. a. The Act, The Alarm, Animal Logic, The Bangles, Belinda Carlisle, Black Sabbath, The Buzzcocks, Camper Van Beethoven, Concrete Blonde, The Cramps, Doctor & the Medics, The Fleshtones, Fine Young Cannibals, Gary Numan, General Public, Oingo Boingo, William Orbit, R.E.M., Stan Ridgway (ehemals „WoV“-Sänger), Squeeze, Timbuk 3 und Wall of Voodoo.

### Musikproduzent und Manager
Darüber hinausgehend, engagierte sich Miles im Musikvideo-Geschäft – bereits 1983 produzierten Godley & Creme für das The-Police-Album Synchronicity drei Musikvideos – beginnend 1981 mit der Musikdokumentation Urgh! A Music War und weiteren Multimediaprojekten.
Insbesondere als Produzent von rund 30 Filmen zwischen 1983 und 2006 machte er sich auch im Filmgeschäft einen Namen.
Mit seiner Heirat 1989 begann Copeland vermehrt lateinamerikanische Künstler zu betreuen, wie Manu Chao, Heroes Del Silencio, Mano Negra, El Gran Silencio und Tomas Rodriguez.
Im Mai 1994 – nach dem Verkauf von I.R.S. Records an EMI – lernten er und sein Geschäftspartner und Freund Henry Padovani Zucchero kennen und wurden zusammen von Juni 1994 bis April 2000 Zuccheros Manager. Ab 1984 managte er Stings sieben erste Soloalben, weiterhin Squeeze als bekannteste Künstler, für die Miles Axe Copeland als Manager tätig blieb.
1997 – seine Kindheit im Nahen Osten dürfte dabei hilfreich gewesen sein – investierte Miles seine Fachkenntnisse in Weltmusik-Künstler, als ’Nebeneffekt’ erfolgte die Gründung des Labels Ark 21, in Sherman Oaks, Los Angeles. Bekanntere „Ark21“-Künstler waren: Khaled, Cheb Mami, Faudel, Rachid Taha, Kathem Al Saher, Transglobal Underground, Hakim, Ragheb Alamah, Mohamed Mounir, Pentaphobe und Beats Antique.
2002 gründete Miles Copeland die Bellydance Superstars, eine professionelle US-amerikanische Orientalische Tanzgruppe mit Anleihen aus dem arabischen und indischen Raum, die in Nordamerika und Europa ausgedehnte Tourneen unternommen hat. In den nachfolgenden Jahren intensivierte Copeland seine vielfältigen Aktivitäten, mit einer Vielzahl von weiteren Projekten.

## Filmografie
Nennung in den Credits als Miles Copeland III, wo nicht anders gekennzeichnet.
- 1981: Urgh! A Music War – Kreativ-Berater
- 1981: BBC-Dokumentation zu den Aufnahmen von „Ghost in the Machine“
- 1982: Police: Around the World – Stimme
- 1983: Rebellious Jukebox (Miniserie) – Produzent
- 1984: The Police: Synchronicity Concert – Stimme, geschäftsführender Produzent, genannt als Miles Copeland
- 1985: The Rhythmatist von Stewart Copeland – geschäftsführender Produzent
- 1987: Eat the Rich – Derek
- 1989: A Sinful Life – geschäftsführender Produzent
- 1990: Cyberspace (Circuitry Man) – geschäftsführender Produzent
- 1990: Genuine Risk – geschäftsführender Produzent
- 1990: Wedding Band – geschäftsführender Produzent
- 1991: Die Liebesdroge: Blood, Drugs & Libido – Überleben in L.A (Blood and Concrete) – geschäftsführender Produzent
- 1991: December – geschäftsführender Produzent
- 1992: My New Gun – geschäftsführender Produzent
- 1992: One False Move – geschäftsführender Produzent
- 1992: Rage and Honor – geschäftsführender Produzent
- 1992: Clowns – Ihr Lachen bringt den Tod (Shakes the Clown) – geschäftsführender Produzent
- 1993: Bank Robber – Fernsehprediger
- 1993: Rage and Honor II: Hostile Takeover – geschäftsführender Produzent
- 1993: Sting: Bring on the Night
- 1993: The Music of Chance (Die Musik des Zufalls) – geschäftsführender Produzent
- 1994: Plughead Rewired: Circuitry Man II – geschäftsführender Produzent
- 1994: The Beans of Egypt, Maine – Forbidden Choices (Aussichtslos) – geschäftsführender Produzent
- 1994: Tom & Viv – geschäftsführender Produzent
- 1995: Amanda und der Außerirdische (Amanda & the Alien – Alien Love, Fernsehfilm) – geschäftsführender Produzent
- 1995: Cyber Bandits – geschäftsführender Produzent
- 1995: Dead Weekend (Fernsehfilm) – geschäftsführender Produzent
- 1995: Leaving Las Vegas – Liebe bis in den Tod (Leaving Las Vegas) – spezieller Dank, genannt als Miles Copeland
- 1995: Aliens, Akkordeons und jede Menge Ärger (Out There, Fernsehfilm) – geschäftsführender Produzent
- 1995: Venus Rising – geschäftsführender Produzent
- 1996: Exit (Strip to Kill) – geschäftsführender Produzent
- 1996: 2025 – Gejagt durch die Zeit (Yesterday’s Target, Fernsehfilm) – geschäftsführender Produzent
- 1999: Big City Blues – geschäftsführender Musikproduzent, genannt als Miles Copeland
- 1999: Hollywierd
- 2000: Top Ten (Fernsehserie, 1. Folge, als er selbst)
- 2002: World Peace Music Award  – Stimme, geschäftsführender Produzent
- 2005: American Bellydancer – geschäftsführender Produzent
- 2005: Urban Knockout: Self-Defense Exercise Program for Women – Stimme, geschäftsführender Produzent
- 2006: Everyone Stares: The Police Inside Out[8] – geschäftsführender Produzent
- 2006: The Sixth Element – Musikproduzent